# Championnat du Kazakhstan de football 2020
Navigation
Édition précédente Édition suivante
La saison 2020 de Premier-Liga kazakhe de football est la 29e édition de la première division kazakhe. Elle regroupe onze équipes du pays, dont deux promus de deuxième division, au sein d'une poule unique où elles s'affrontent à deux reprises. Le tenant du titre est le FK Astana, vainqueur des six derniers championnats.
Trois places qualificatives pour les compétitions européennes sont attribuées par le biais du championnat : une pour le premier tour de qualification de la Ligue des champions 2021-2022 et deux pour le deuxième tour de qualification de la Ligue Europa Conférence 2021-2022. Une autre place pour cette dernière compétition est également attribuée garantie au vainqueur de la Coupe du Kazakhstan 2020. Les deux derniers du championnat sont relégués en deuxième division.
Le championnat est interrompu le 16 mars 2020 durant la troisième journée en raison de la pandémie de Covid-19 qui frappe alors le pays. La date de reprise annoncée est le 1er juillet 2020. Cette interruption voit notamment le retrait de l'Irtych Pavlodar pour des raisons financières, celui-ci quittant ainsi la compétition pour la première fois depuis la première édition de 1992. Le championnat se termine donc avec onze équipes, et connaît même une nouvelle interruption le 3 juillet alors que le pays connaît une recrudescence des cas de Covid-19. De plus, la Coupe du Kazakhstan est annulée, ce qui donne une place européenne supplémentaire au championnat.
Le Kaïrat Almaty est sacré champion à l'issue de la saison, remportant son troisième titre seize ans après son dernier sacre.

## Participants
| \| Kökşetaw Astana Pavlodar Almaty Kyzylorda Taldykourgan Chimkent Karaganda Taraz Kostanaï Petropavl Aqtaw \| Localisation des clubs. |
| Kökşetaw Astana Pavlodar Almaty Kyzylorda Taldykourgan Chimkent Karaganda Taraz Kostanaï Petropavl Aqtaw                               |

Légende des couleurs
- Premier tour de qualification de la Ligue des champions 2020-2021
- Deuxième tour de qualification de la Ligue Europa 2020-2021
- Premier tour de qualification de la Ligue Europa 2020-2021
- Promu de deuxième division

| Club                  | Présent depuis | Classement 2019 | Stade                        | Capacité théorique |
| --------------------- | -------------- | --------------- | ---------------------------- | ------------------ |
| FK Astana             | 2009           | 1er             | Astana Arena                 | 30 000             |
| Kaïrat Almaty         | 2010           | 2e              | Stade central                | 25 057             |
| Ordabasy Chimkent     | 2003           | 3e              | Stade Kazhymukan Munaitpasov | 35 000             |
| Tobol Kostanaï        | 1999           | 4e              | Stade central                | 10 500             |
| Jetyssou Taldykourgan | 2018           | 5e              | Stade Jetyssou               | 4 000              |
| Kaysar Kyzylorda      | 2017           | 6e              | Stade Gani Muratbayev        | 7 500              |
| Okjetpes Kökşetaw     | 2019           | 7e              | Stade Okjetpes               | 4 158              |
| Irtych Pavlodar       | 1992           | 8e              | Stade central                | 15 000             |
| Chakhtior Karagandy   | 1992           | 9e              | Stade Chakhtior              | 20 000             |
| FK Taraz              | 2019           | 10e             | Stade central                | 11 525             |
| Kyzyljar Petropavl    | 2020           | 1er (D2)        | Stade Karasai                | 11 000             |
| Kaspiy Aqtaw          | 2020           | 2e (D2)         | Stade Jastar                 | 5 000              |

## Compétition

### Règlement
Les équipes se rencontrent deux fois, soit un total de 22 matchs chacun. Le classement est établi sur le barème de points classique, une victoire valant trois points, un match nul un seul et défaite aucun.
En cas d'égalité de points, le premier critère de départage est la différence de buts générale, suivi du nombre de matchs remportés puis du nombre de buts marqués, de manière générale puis à l'extérieur. Si deux équipes sont toujours à égalité après application de ces critères, elles sont alors départagées selon les résultats obtenus lors des confrontations directes entre les équipes concernées. Si cela ne suffit toujours pas, elles sont alors départagées par un tirage au sort.

### Classement
| Rang | Équipe                | Pts | J  | G  | N | P  | Bp | Bc | Diff |
| ---- | --------------------- | --- | -- | -- | - | -- | -- | -- | ---- |
| 1    | Kaïrat Almaty         | 45  | 20 | 14 | 3 | 3  | 48 | 19 | +29  |
| 2    | Tobol Kostanaï        | 38  | 20 | 12 | 2 | 6  | 26 | 16 | +10  |
| 3    | FK Astana T S         | 36  | 20 | 11 | 3 | 6  | 32 | 21 | +11  |
| 4    | Chakhtior Karagandy   | 32  | 20 | 9  | 5 | 6  | 29 | 22 | +7   |
| 5    | Ordabasy Chimkent     | 31  | 20 | 9  | 4 | 7  | 27 | 26 | +1   |
| 6    | Jetyssou Taldykourgan | 28  | 20 | 9  | 1 | 10 | 27 | 28 | -1   |
| 7    | Kaysar Kyzylorda      | 24  | 20 | 6  | 6 | 8  | 20 | 23 | -3   |
| 8    | FK Taraz              | 23  | 20 | 5  | 8 | 7  | 19 | 23 | -4   |
| 9    | Kyzyljar Petropavl P  | 23  | 20 | 6  | 5 | 9  | 15 | 24 | -9   |
| 10   | Kaspiy Aqtaw P        | 17  | 20 | 5  | 2 | 13 | 15 | 34 | -19  |
| 11   | Okjetpes Kökşetaw     | 11  | 20 | 2  | 5 | 13 | 16 | 38 | -22  |
| 12   | Irtych Pavlodar       | 0   | 0  | 0  | 0 | 0  | 0  | 0  | 0    |

Qualifications européennes
- 1er : premier tour de qualification
- 2e, 3e et 4e : deuxième tour de qualification
- 11e : relégation en deuxième division
- 12e : abandon
- T : Tenant du titre
- S : Vainqueur de la Supercoupe du Kazakhstan 2020
- P : Promu de deuxième division

1. ↑  L'Irtych Pavlodar se retire de la compétition le 30 mai 2020 pour des raisons financières. L'intégralité de ses résultats sont alors annulés[4],[5].

### Résultats
| Résultats (▼dom., ►ext.)                                   | AST | CHA | JET | KRT | KAS | KAY | KYZ | OKJ | ORD | TAR | TOB |
| FK Astana                                                  |     | 1-1 | 3-0 | 0-1 | 1-2 | 3-1 | 4-0 | 2-0 | 1-1 | 1-1 | 1-0 |
| Chakhtior Karagandy                                        | 3-1 |     | 1-2 | 1-0 | 2-1 | 0-1 | 0-0 | 2-1 | 0-1 | 1-1 | 1-0 |
| Jetyssou Taldykourgan                                      | 1-2 | 3-2 |     | 2-4 | 3-0 | 3-1 | 3-0 | 1-0 | 2-3 | 0-1 | 0-0 |
| Kaïrat Almaty                                              | 3-0 | 1-1 | 3-0 |     | 3-1 | 2-1 | 2-3 | 5-0 | 3-1 | 2-1 | 3-1 |
| Kaspiy Aqtaw                                               | 2-3 | 0-4 | 0-2 | 0-3 |     | 1-0 | 1-1 | 2-1 | 1-2 | 0-2 | 0-1 |
| Kaysar Kyzylorda                                           | 0-1 | 2-0 | 1-0 | 2-2 | 0-1 |     | 1-2 | 0-0 | 1-1 | 1-1 | 2-1 |
| Kyzyljar Petropavl                                         | 0-1 | 1-3 | 2-1 | 0-1 | 1-0 | 0-0 |     | 3-1 | 0-0 | 1-0 | 0-1 |
| Okjetpes Kökşetaw                                          | 1-5 | 1-1 | 0-1 | 3-3 | 2-2 | 0-1 | 2-1 |     | 1-3 | 0-0 | 0-2 |
| Ordabasy Chimkent                                          | 1-2 | 0-1 | 3-1 | 1-3 | 1-0 | 0-3 | 1-0 | 1-0 |     | 1-1 | 0-3 |
| FK Taraz                                                   | 1-0 | 2-4 | 0-2 | 1-0 | 0-1 | 2-2 | 0-0 | 2-3 | 3-2 |     | 0-0 |
| Tobol Kostanaï                                             | 2-0 | 3-1 | 2-0 | 0-4 | 2-0 | 3-0 | 2-0 | 1-0 | 0-4 | 2-0 |     |
| - Victoire à domicile - Match nul - Victoire à l'extérieur |     |     |     |     |     |     |     |     |     |     |     |

## Meilleurs buteurs
| Rang | Joueur                 | Club                            | Buts |
| ---- | ---------------------- | ------------------------------- | ---- |
| 1    | João Paulo (en)        | Ordabasy Chimkent Kaïrat Almaty | 12   |
| 2    | Abat Aimbetov          | Kaïrat Almaty                   | 10   |
| 3    | Vágner Love            | Kaïrat Almaty                   | 7    |
| 3    | Elguja Lobjanidze (en) | Kaysar Kyzylorda                | 7    |
| 5    | Piéros Sotiríou        | FK Astana                       | 6    |
| 5    | Rúnar Már Sigurjónsson | FK Astana                       | 6    |